# Saltos ornamentais no Campeonato Mundial de Esportes Aquáticos de 2019 - Plataforma 10 m sincronizado feminino
A prova da plataforma 10 m sincronizado feminino dos saltos ornamentais no Campeonato Mundial de Esportes Aquáticos de 2019 foi realizada no dia 14 de julho, em Gwangju, na Coreia do Sul. 

## Calendário
Horário local (UTC+9). 
| Fase              | Data        | Hora  |
| ----------------- | ----------- | ----- |
| Rodada preliminar | 14 de julho | 10:00 |
| Final             | 14 de julho | 20:45 |

## Medalhistas
| Ouro                         | Prata                                      | Bronze                                             |
| China · Lu Wei · Zhang Jiaqi | Malásia · Leong Mun Yee · Pandelela Rinong | Estados Unidos · Samantha Bromberg · Katrina Young |

## Resultados
Esses foram os resultados da competição.
| Pos.              | Nacionalidade  | Saltadoras                           | Preliminar | Preliminar | Final         | Final         |
| Pos.              | Nacionalidade  | Saltadoras                           | Pontos     | Pos.       | Pontos        | Pos.          |
| ----------------- | -------------- | ------------------------------------ | ---------- | ---------- | ------------- | ------------- |
| Medalha de ouro   | China          | Lu Wei Zhang Jiaqi                   | 317.82     | 1          | 345.24        | 1             |
| Medalha de prata  | Malásia        | Leong Mun Yee Pandelela Rinong       | 297.18     | 3          | 312.72        | 2             |
| Medalha de bronze | Estados Unidos | Samantha Bromberg Katrina Young      | 295.38     | 4          | 304.86        | 3             |
| 4                 | Canadá         | Meaghan Benfeito Caeli McKay         | 298.11     | 2          | 304.05        | 4             |
| 5                 | Rússia         | Ekaterina Beliaeva Yulia Timoshinina | 288.00     | 5          | 291.30        | 5             |
| 6                 | Reino Unido    | Eden Cheng Lois Toulson              | 281.10     | 7          | 289.14        | 6             |
| 7                 | Itália         | Noemi Batki Chiara Pellacani         | 280.86     | 8          | 280.38        | 7             |
| 8                 | Austrália      | Emily Chinnock Melissa Wu            | 274.20     | 9          | 277.44        | 8             |
| 9                 | México         | Gabriela Agúndez Alejandra Orozco    | 281.28     | 6          | 274.68        | 9             |
| 10                | Coreia do Sul  | Cho Eun-bi Moon Na-yun               | 256.86     | 12         | 261.12        | 10            |
| 11                | Roménia        | Nicoleta Muscalu Antonia Pavel       | 258.78     | 11         | 260.82        | 11            |
| 12                | Alemanha       | Christina Wassen Tina Punzel         | 264.48     | 10         | 258.40        | 12            |
| 13                | Noruega        | Anne Tuxen Helle Tuxen               | 231.60     | 13         | Não avançaram | Não avançaram |
| 14                | Macau          | Leong Sut In Leong Sut Chan          | 192.39     | 14         | Não avançaram | Não avançaram |